# Actia yasumatsui
Actia yasumatsui är en tvåvingeart som beskrevs av Hiroshi Shima 1970. Actia yasumatsui ingår i släktet Actia och familjen parasitflugor.
Artens utbredningsområde är Hongkong (Kina). Inga underarter finns listade i Catalogue of Life.